# اسلاوهای پولابی

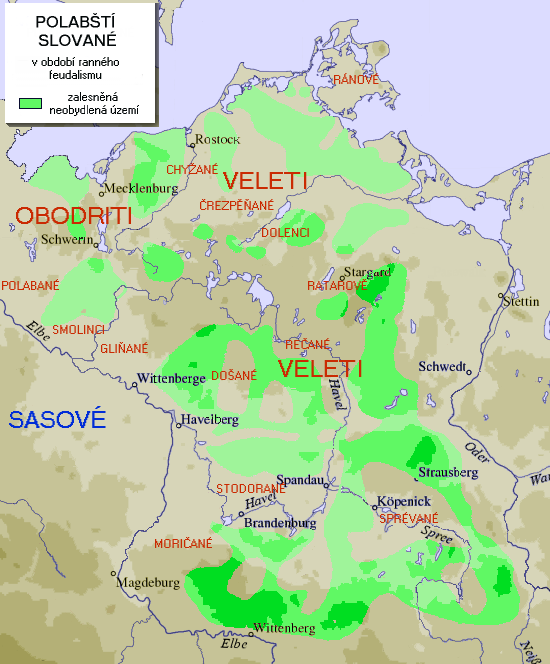

اسلاوهای پولابی یا اسلاو‌های البه گروهی از قبایل له وابسته به اسلاوهای غربی بودند که به‌صورت پراکنده در امتداد رود البه در شرق آلمان می‌زیستند. قلمرو ایشان از شمال به دریای بالتیک، از غرب به لیمس ساکسونیای و رود زاله، از جنوب به سودتس باختری و رشته کوه ارتس و از شرق به لهستان تاریخی محدود می‌شد. از سدهٔ نهم میلادی ساکسون‌ها و دانمارکی‌ها بر اسلاوهای پولابی فائق آمدند و به‌مرور آنان در فرهنگ غالب امپراتوری مقدس روم حل شده و آلمانی شدند. سوربیان تنها دسته از اسلاو‌های پولابی بودند که توانستند فرهنگ و هویت خویش را نگاه دارند. 
زبان پولابی امروزه از میان رفته است، ولی زبان‌های سوربی هنوز زنده‌اند و هزاران گویشور دارند.
اکثریت اسلاوهای پولابی خرده‌دهقان‌پیشه‌هایی بودند که در روستاهای کوچکی ساکن بوده و به کشاورزی و دامپروری می‌پرداختند. شکار و ماهی‌گیری و زنبورداری هم میان آنان معمول بوده است. بالاترین مقامات پولابی شاهزادگانی بودند که کنز خوانده می‌شدند. 